# Хиперкалцемија
Хиперкалцемија је  поремећај електролита којег карактерише повишење концентрација калцијума у крви. За разлику од нормалних вредности концентрације калцијума у плазми које су код одрасле особе између 2,14 и 2,53 mmol/L, хиперкалцемија се карактерише повишеним нивоима јонизованог калцијума, већим од 1,4 mmol/L, (>5,6 mg/dl) и већим нивоом серумског калцијума већим од 2,6 mmol/L, (> 10,5 mg/dl).
Налаз повишене концентрације калцијума може бити асимптоматски лабораторијски налаз, а може бити и удружен са разним болестима. До повишења калцијума у крви може доћи због појачаног отпуштања калцијума из костију, појачане апосорпције из  дигестивног система или због смањеног излучивања бубрега.

## Узроци
Најчешћи узроци хиперкалцемије су хиперпаратироидизам или малигна болест, који обухватају око 90% случајева, док је још могу узроковати бројни поремећаји, као што су нпр поремећаји метаболизма  витамина Д, одређене болести бубрега или одређене болести кости (нпр. Пагетова болест кости)...

## Клиничка слика
Болесник са хиперкалцемијом је обично без асимптома све док његов ниво калцијума не нарасте на преко 12 mg/dl. Како је калцијум електролит који се налази у свим ткивима у организму, клиничка слика хиперкалцемија се карактерише бројним симптоми који могу укључити више органских система. Најзначајнији су симптоми  су од стране нервног система и кардиоваскуларног система. Болесници обично имају различит степен промене менталног статуса, конфузни су или чак коматозни, раздражљиви, атаксични, депресивни, са хиперрефлексијом или хипотонијом. 
Хипертензија је чест налаз код хиперклацемије. На ЕКГ су детектује скраћен QT интервал, раширен Т талас, депресија ST сегмента и брадикардија. 
Мука, повраћање, затвор, бол у трбуху (бол изазван панкреатитисом је чест гастроентеролошки налаз). 
Промене на бубрежном сиситему карактеришу се полиуријом, јер бубрези покушавају да излуче калцијум који је ресорбован из костију. Као последица, полиурије и повраћања болесник са хиперкалцемијом је дехидриран, упркос нормалном или повишеном артеријалном притиску. 
Већина болесника са повишеним вредностима калцијума, које нису последица малигнитета, дијагностикују се случајно и то најчешће лабораторијским претрагама (због жалби болесника на неспецифичне симптоме).